# Luis Scatolaro
Luis Américo Scatolaro Benítez (* 12. Februar 1963 in Chajarí) ist ein ehemaliger argentinischer Fußballspieler auf der Position eines Stürmers, der nach seiner aktiven Laufbahn dem Fußball als Trainer erhalten blieb.

## Leben

### Spieler
Scatolaro begann seine fußballerische Laufbahn im Nachwuchsbereich seines Heimatvereins Vélez de Chajarí. Seinen ersten Profivertrag erhielt er 1979 bei den Boca Juniors. Anschließend wechselte er zu Gimnasia y Esgrima La Plata und von dort zum CA Belgrano, bei dem er von 1983 bis 1989 unter Vertrag stand. Nach einer Zwischenstation beim CA Chaco For Ever in der Saison 1989/90 wechselte Scatolaro nach Mexiko, wo er für den CD Irapuato und den Club Necaxa spielte, bevor er 1998 zu Chaco For Ever zurückkehrte, wo er seine aktive Laufbahn ausklingen ließ.

## Trainer
Unmittelbar nach Beendigung seiner aktiven Laufbahn begann Scatolaro eine Trainertätigkeit und trainierte unter anderem in seiner Heimatstadt seinen ehemaligen Verein Vélez sowie den Stadtrivalen Santa Rosa, bevor er erneut nach Mexiko ging, wo er als Cheftrainer erstmals für die UAT Correcaminos zuständig war.
2006 erhielt Scatolaro einen Vertrag als Assistenztrainer von Raúl Arias beim San Luis FC, für den er 2009 als Cheftrainer tätig war. Danach war er erneut als Assistenztrainer von Raúl Arias, diesmal bei Deportivo Guadalajara, tätig, bevor er 2010 Cheftrainer bei seinem ehemaligen Verein CD Irapuato wurde. 
Anschließend war Scatolaro erneut als Assistent von Raúl Arias bei den UAG Tecos, beim peruanischen Verein Cienciano und bei Atlético San Luis tätig. Seine Zusammenarbeit mit Arias erstreckte sich über einen Zeitraum von insgesamt 10 Jahren.
2018 war Scatolaro als Cheftrainer beim spanischen Drittligisten CP Cacereño im Einsatz.